# Parresia
La parresìa (dal greco παρρησία, composto di pan, 'tutto', e rhema, 'ciò che viene detto') è la libertà di parola, ma anche la franchezza nell'esprimersi, dire ciò che si ritiene vero e, in certi casi, un'incontrollata e smodata propensione a parlare.

## Storia della filosofia
La parresia fu uno dei principi filosofici del cinismo (che propugnava "l'imitazione del cane") come dimostrano gli aneddoti relativi alla figura di Diogene di Sinope, non a caso chiamato "il cane", e al suo modo franco e quasi scorbutico di rapportarsi con gli altri quasi come il cane che abbaia a chi lo disturba.
La parresìa quindi assume un significato che va oltre quello di isegoria (da ἴσος = uguale e ὰγορεύω parlare in pubblico) che vuol dire riconoscere a tutti i cittadini la libertà di prendere la parola nelle assemblee pubbliche della democrazia greca antica.
I due termini vengono però spesso confusi come sinonimi: Erodoto usa più volte il termine "isegorìa" con il significato di parresia, mentre Euripide, Demostene, Isocrate usano più spesso nello stesso contesto "parresìa" non differenziandolo da isegoria. Lo  Pseudo-Aristotele invece non usa mai isegoria con valore di diritto di parola nelle assemblee pubbliche, ma ne parla solo per i rapporti personali nella sfera privata

## Politeia e parresia
Fin dal V secolo a.C. Euripide, Socrate, Platone, Aristotele ritengono che vi sia uno stretto collegamento tra politeia, esercizio politico del potere, e parresia, comportamento morale del buon cittadino che parla dicendo la verità. La costituzione democratica ateniese infatti si fondava sui tre pilastri della isegoria (uguale diritto di parola nelle assemblee), della isonomia (uguale partecipazione al potere politico) e della parresia (uguale diritto per tutti di esprimersi francamente nei dibattiti politici) ma ad un certo punto la parresia diviene un ostacolo al corretto uso della politica quando cioè, potendo ognuno dire sinceramente la sua opinione, che vale come quella degli altri, ne nasce una confusione tale da non poter più raggiungere la verità. Da qui nasce l'esigenza di designare colui che, essendo in grado di conoscere il vero, assuma il potere politico a cui dovrà corrispondere l'obbligo di obbedire.

## La "parresia" come etica della verità
Michel Foucault, in una serie di conferenze tenute all'Università californiana di Berkeley nel 1983, ha trattato il tema della parresia: una parola usata per la prima volta da Euripide nel V secolo a.C. per indicare una nuova virtù: dire la verità. La parola parresia attraversa la letteratura greca sino alle opere della patristica del V secolo d.C. e per l'ultima volta si ritrova in Giovanni Crisostomo. Da allora, come afferma Foucault, questa virtù non compare più e si perde il coraggio di dire la verità.
Foucault rintraccia varie forme di parresia nei drammi di Euripide:
- la parresia politica, che è quella di «esercitare il potere attraverso il dire-il-vero»;
- la parresia giudiziaria: pretendere che si dica il vero per ottenere giustizia;
- la parresia morale: «confessare la colpa che grava sulla coscienza»

Ma la parresia può divenire un ostacolo all'esercizio della democrazia quando essa si confonde con la retorica «...quello strumento con cui chi vuole esercitare il potere non può che ripetere molto puntualmente ciò che vuole la folla, oppure ciò che vogliono i capi o il Principe. La retorica è un mezzo che permette di persuadere la gente ad abbracciare posizioni che sono già le sue...»
Denunciare «questo cattivo funzionamento della parresia nella democrazia ateniese» è il dovere morale che si assume Socrate come riferisce Platone nell'Apologia. Socrate, a rischio della sua vita, rivela, contrariamente a quanto pensa la maggioranza persuasa dalla retorica, come su di lui sono state dette cose non vere come quella di corrompere i giovani e di non credere negli dei della città. Quelli che lo accusano «poco o nulla di vero hanno detto, e voi, invece, da me non udirete altra cosa che la verità», perché il filosofo è colui che dice la verità dimostrandola con il suo comportamento di vita.
In Socrate la parresia filosofica coincide con la vita reale: non è solo una tecnica dialogica, «essa non è assolutamente una funzione politica, ma è necessaria in relazione alla politica»
Per il filosofo «amante della verità» e che «non accetta mai di mentire consapevolmente» dire la verità vuol dire praticare la parresia come scelta di vita.